# Dōshi
Dōshi (jap. 道志村 Dōshi-mura) – wieś w Japonii, na wyspie Honsiu, w prefekturze Yamanashi. Według danych na rok 2020 miejscowość zamieszkiwało 1 607 mieszkańców , a gęstość zaludnienia wyniosła 20,2 os./km².